# ژیل پیسلون
ژیل پیسلون (انگلیسی: Gilles Peycelon؛ زادهٔ ۳ ژوئیهٔ ۱۹۶۰) بازیکن فوتبال اهل فرانسه است.
از باشگاه‌هایی که در آن بازی کرده‌است می‌توان به باشگاه فوتبال سن-اتین اشاره کرد.